# Аружан Саїн
Аружан Саїн (народилася 10 серпня 1976, Кизилорда, Казахстан) — Громадський діяч, телеведуча, актриса, продюсер, директор благодійного фонду.

## Біографія
Народилася в м. Кизилорда, Казахстан, закінчила казахську гімназію № 138 м. Алмати.
У 1991 і 1992 рр. ставала переможцем республіканських олімпіад з географії
У 1993 році вступила в КазГУ на факультет географії, кафедра екології та моніторингу
У 1994 році заснувала продюсерський центр «Аружан і Компанія»
У 2006 році заснувала благодійний фонд Добровільне Товариство «Милосердя». Фонд здійснює допомогу дитячим будинкам і будинкам дитини, а також хворим дітям, яким неможливо допомогти в Казахстані.
У 2009 році номінована на премію Алтин Журек, в номінації «За турботу про інвалідів»

## Кар'єра
З 1993 — телеведуча щоденної програми «Розминка» на телеканалі Хабар
1994—1999 — телеведуча кулінарної програми «Швидко і Смачно», потім «Зоряне меню»
1994—2000 — телеведуча дитячої ігрової передачі «Еркемай»
З 2006 — телеведуча пізнавально-розважальної програми «Мамина школа», на телеканалі Ел Арна
З 2010 — телеведуча ток-шоу «Спокій, тільки спокій»
З 2011- телеведуча програми «Подаруй дітям Життя»

## Кінокар'єра
1997 р. Фільм «1997. Записи Рустема з картинками» режисера Ардак Аміркулова
2011 р. Фільм «Студент» Дарежана Омірбаева

## Продюсерська діяльність
Продюсер багатьох розважальних, пізнавальних, освітніх телевізійних програм і шоу для казахстанських телеканалів: «Розминка», «Експрес-FOOD», «Смачно і швидко з Євгеном Жумановим», «Еркемай», жіноча програма «Під вуаллю», «Астрологічний прогноз», «Комп'ютерні новини» та інші.
Сьогодні, в ефірі казахстанських телеканалів йдуть: «Розминка» на телеканалі Хабар
Казахстанська версія міжнародного формату Cash Cab «Таксі» на телеканалі НТК
Казахстанська версія міжнародного формату Cash at your Door «Гроші в ДІМ» на телеканалі НТК
«Астрологічний прогноз» на телеканалі Хабар
«Подаруй дітям Життя» на телеканалі Хабар
«Смачно і швидко» на телеканалі НТК
«Мамина школа» на телеканалі Ел Арна
Казахстанська версія міжнародного формату «I want my Mommy» — «Супер ПАПА» на телеканалі Ел Арна

## Благодійна діяльність
З 2006 очолює благодійний фонд Добровільне Товариство «Милосердя», який був створений форумчанами популярного казахстанського інтернет-форуму «Центр Ваги», і працює донині.
Основні напрямки роботи фонду:
1. Акція «Подаруй дітям Життя» в рамках якої здійснюється збір коштів на лікування дітей, яким неможливо допомогти в Казахстані, або немає можливості надати допомогу своєчасно. На даний момент надано допомогу 342 дітям Казахстану, зібрано коштів більше 2 млн. 100 тис. Доларів США.
2. Допомога дітям-сиротам — надання допомоги Дитячим будинкам і Будинкам дитини. В рамках цього напрямку робляться кроки щодо внесення змін до Закону «Про Шлюб і Сім'ї» РК, які допоможуть більшій кількості дітей-сиріт бути влаштованими в сім'ю. Цей проект — «Казахстан без СИРІТ» був підтриманий Президентом Казахстану Н. А. Назарбаєвим на зустрічі «Коктем шуаги» 5 березня 2010 р.